# Hjulböleviken

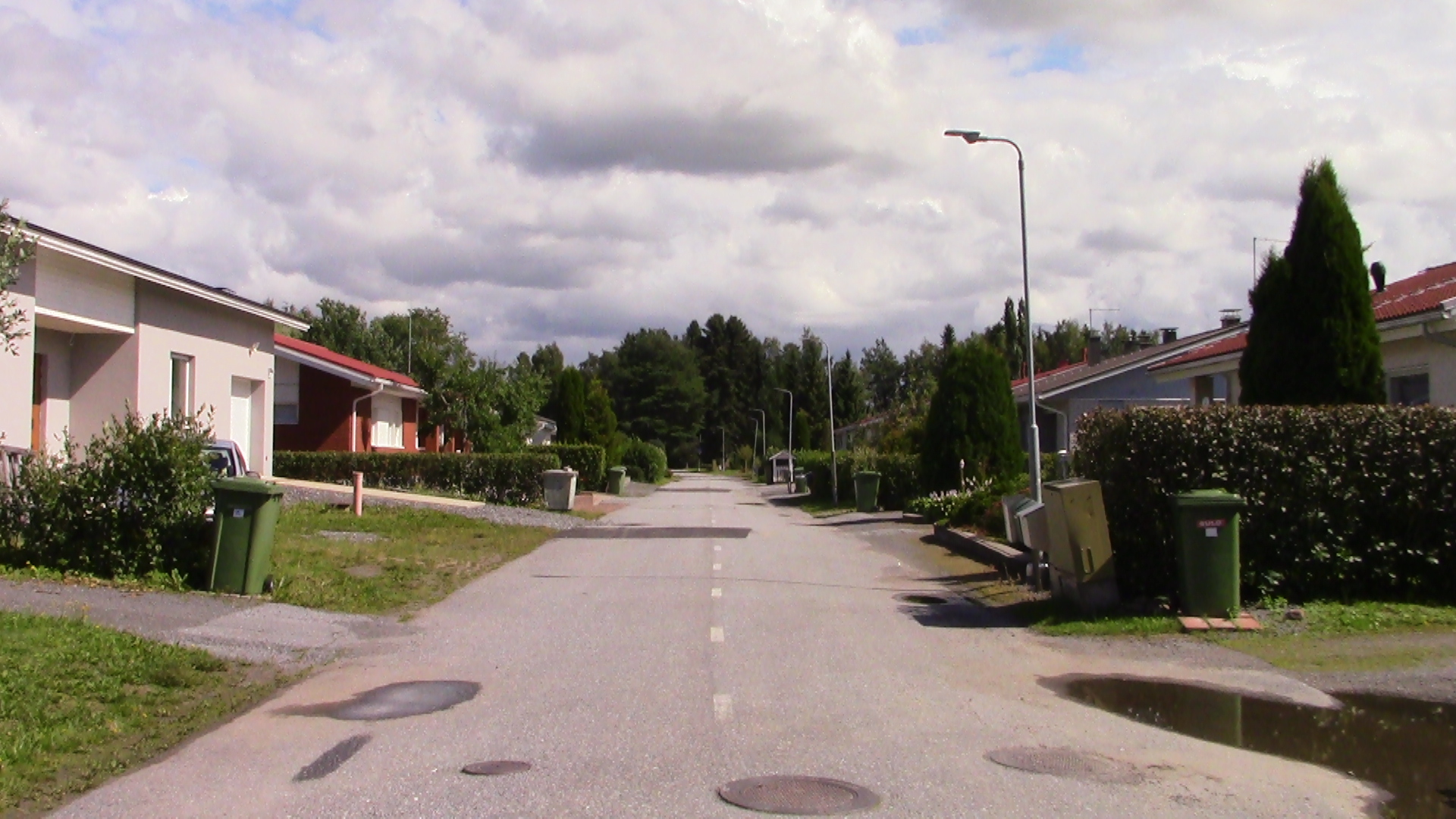
Pälkkivägen i Hjulböleviken.

Hjulböleviken (finska: Hyvelänviiki) är en stadsdel (nr 54) i norra Björneborg, Finland. Andra bosättningsområden i närheten är: Hjulböle, Slottskär, Toejoki, Borgmästarholmen och Lotsörebacken. Bostadsområdet består av villabebyggelse från 1990-talet. Servicen finns i Toejoki och Borgmästarholmen.